# In Flames
In Flames – szwedzki zespół muzyczny założony w 1990 roku w Göteborgu przez gitarzystę oraz jej lidera – Jespera Strömblada. In Flames razem z grupami Dark Tranquillity oraz At the Gates zapoczątkował nowy gatunek w muzyce znany obecnie jako melodic death metal. Grupa zaczęła zdobywać popularność po wydaniu w 1995 minialbumu Subterranean, uzyskując kontrakt z wytwórnią Nuclear Blast. Do tej pory zespół wydał dwanaście albumów studyjnych, natomiast A Sense of Purpose, wydany 4 kwietnia 2008 zadebiutował na 28. miejscu listy sprzedaży Billboard 200 w Stanach Zjednoczonych. Łączny nakład sprzedanych albumów grupy przekroczył 2 000 000 egzemplarzy.

## Historia

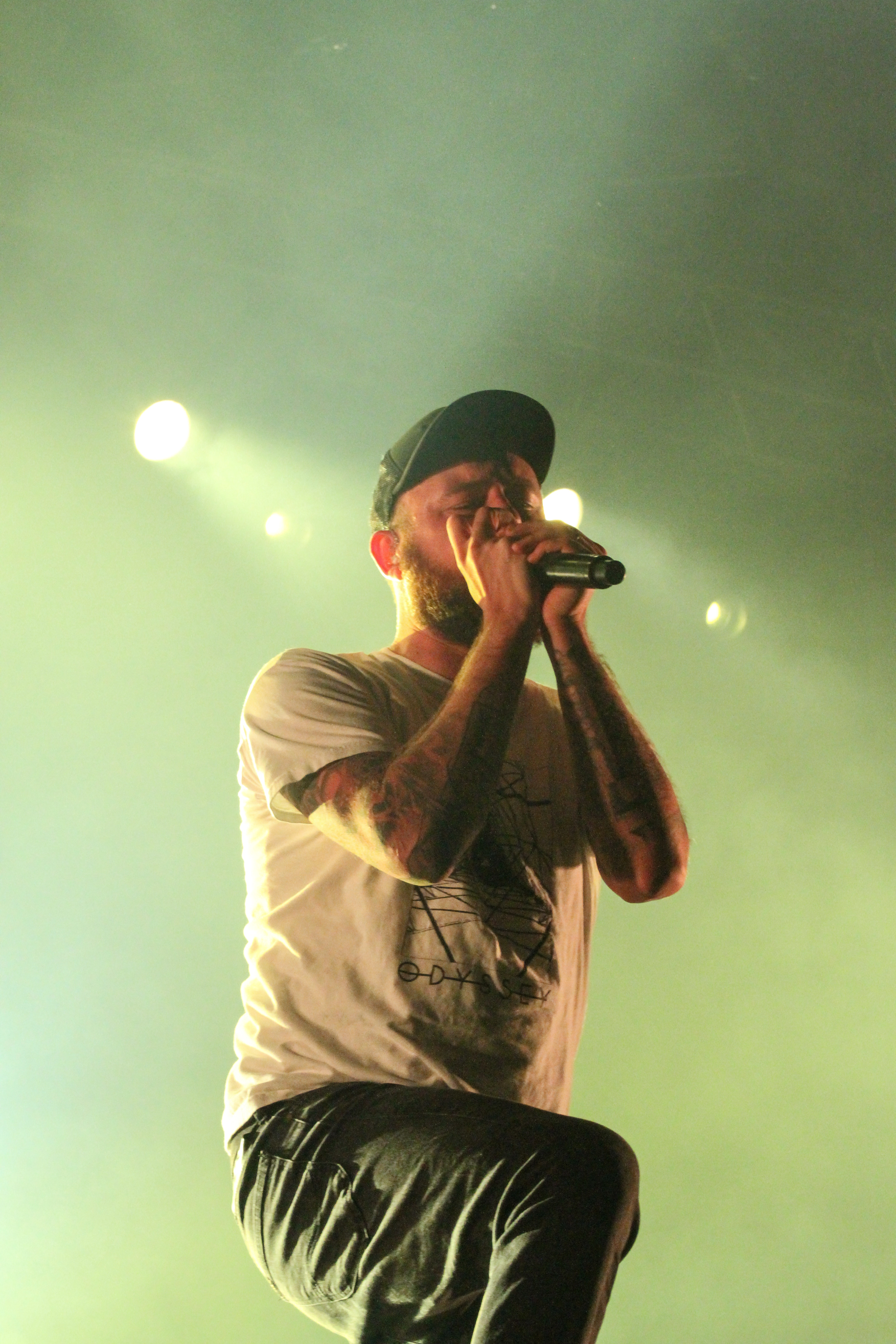
Anders Fridén, 2013

### 1990-1996
Zespół In Flames został założony w 1990 roku jako side-project Jespera Strömblada, grającego w tym czasie w deathmetalowej grupie muzycznej Ceremonial Oath. Strömblad stworzył In Flames z zamiarem grania bardziej melodyjnych utworów, nie mógł zrealizować tego pomysłu w Ceremonial Oath. W 1993 roku opuścił Ceremonial Oath z powodu różnic poglądów z innymi członkami na temat tworzonej muzyki. Dzięki temu skupił się na pracy w In Flames. Tego samego roku Strömblad (gitara, bębny, klawisze) zaprosił do współpracy Glenna Ljungströma (gitara) oraz Johana Larssona (bas) w celu utworzenia pierwszego składu grupy In Flames.
Trójka muzyków nagrała trzy utwory składające się na demo, które następnie wysłała do wytwórni muzycznej Wrong Again Records. W celu podniesienia swoich szans na podpisanie umowy muzycy skłamali właścicielowi wytwórni płytowej, że nagrali już 13 piosenek. Właściciel wytwórni Wrong Again Records dostrzegł w grupie potencjał, zaoferował więc telefonicznie podpisanie kontraktu.
W 1993 roku muzycy z In Flames napisali, nagrali, a następnie wydali swój debiutancki album studyjny – Lunar Strain. Ponieważ grupa nadal nie miała swojego wokalisty, Jesper poprosił Mikaela Stanne’a z grupy Dark Tranquillity, by pomógł przy tworzeniu albumu jako wokalista sesyjny grupy. Całość została nagrana w Studio Fredman. W 1994 roku album pod tytułem Lunar Strain trafił do sprzedaży.
W tym samym roku zespół nagrał w Studio Fredman swoje pierwsze EP, Subterranean. Grupa wciąż nie miała swojego wokalisty, więc wokale w tym czasie wykonywał wokalista sesyjny, Henke Forss. Płyta została wydana w 1995 roku. Umożliwiła ona podpisanie kontraktu z wytwórnią Nuclear Blast – dzięki niej zespół został zauważony.
W 1995 roku muzycy zespołu postanowili zaprzestać zatrudniania sesyjnych wokalistów, ponieważ było to niewygodne przy nagrywaniu nowych płyt i koncertowaniu; poprosili więc Andersa Fridéna, aby na stałe dołączył do składu. Na miejsce perkusisty przyjęty został Björn Gelotte. Jeszcze w tym samym roku grupa nagrała swój drugi album, The Jester Race. Materiał na nim zawarty został zarejestrowany w Studio Fredman, jednak w przeciwieństwie do poprzednich nagrań powstał przy pomocy właściciela studia, Fredrika Nordströma. Płyta została wydana w 1996 roku i odniosła sukces na rynku europejskim oraz japońskim. Później In Flames koncertował z takimi zespołami jak Samael, Grip Inc. czy Kreator.

### 1997-2001
W 1997 roku muzycy z In Flames nagrali i wydali swoją trzecią płytę, Whoracle. Podobnie jak The Jester Race została nagrana w Studio Fredman przy pomocy Fredrika Nordströma. Po nagraniu albumu Glenn Ljungström oraz Johan Larsson nieoczekiwanie ogłosili swoje odejście z zespołu. Na czas trasy koncertowej z zespołem Dimmu Borgir ich miejsca zajęli Niklas Engelin (gitara) oraz Peter Iwers (bas). Po zakończeniu trasy obaj na stałe dołączyli do grupy. W nowym składzie In Flames odbył trasę koncertową po Europie oraz zagrał swoje dwa pierwsze koncerty w Japonii. Pod koniec tej trasy (1998) Engelin opuścił zespół.
W 1998 roku grupa zmieniła skład, Björn Gelotte zamienił funkcję perkusisty na gitarzysty, jego miejsce zajął Daniel Svensson. Tego samego roku grupa nagrała swój czwarty album, Colony. Materiał na płytę został zarejestrowany w Studio Fredman przy współpracy z Fredrikiem Nordströmem. Nowy album pojawił się na rynku w 1999 roku. W późniejszym czasie In Flames odwiedził Europę, Japonię oraz przy okazji Milwaukee Metal Fest po raz pierwszy zagrał koncert w USA.
W 2000 roku In Flames nagrał swój piąty album, Clayman. Tak jak poprzednie został on zarejestrowany w Studio Fredman przy współpracy z Fredrikiem Nordströmem. W późniejszym czasie muzycy z In Flames występowali podczas tras koncertowych z zespołami takimi jak: Dream Theater, Slipknot czy Testament. W sierpniu 2001 roku grupa wydała płytę The Tokyo Showdown, album live nagrany podczas trasy koncertowej po Japonii z listopada 2000 roku.

### 2002-2010

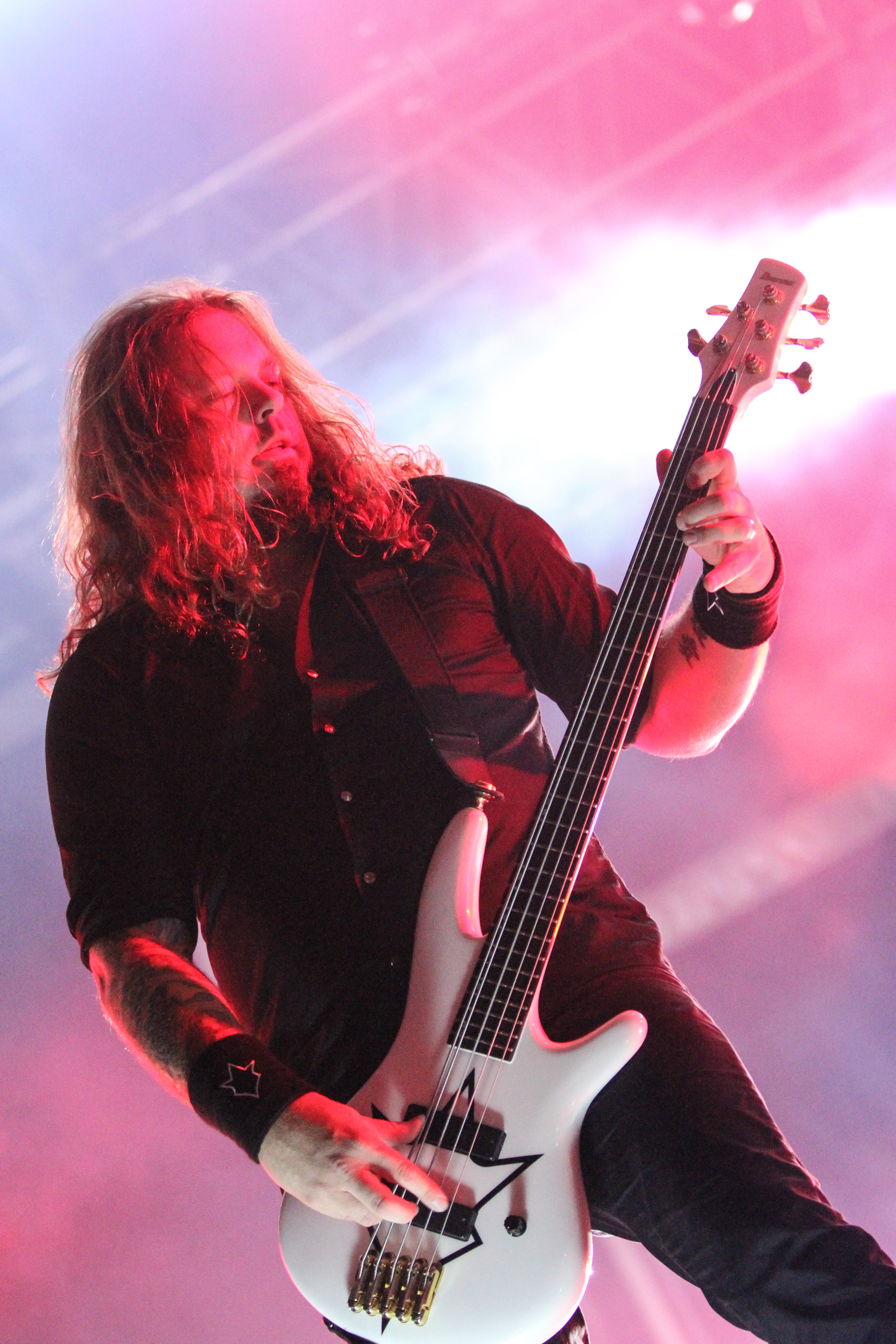
Peter Iwers, 2013

W 2002 muzycy z In Flames nagrali swój szósty album, Reroute to Remain. Materiał został zarejestrowany w Dug-Out Studio. Producentem był Daniel Bergstrand. Jeszcze tego samego roku grupa koncertowała z zespołami takimi jak Slayer, Soulfly czy Mudvayne.
W 2003 roku grupa nagrała swój siódmy album studyjny, Soundtrack to Your Escape. Większa część nagrań została zrealizowana w duńskim domu wypożyczonym przez zespół, tylko partie perkusyjne zostały zarejestrowane w Dug-Out studio. Producentem ponownie został Daniel Bergstrand. Album Soundtrack to Your Escape ukazał się na rynku w 2004 roku. 24 kwietnia tego samego roku płyta zajęła 145. miejsce w rankingu Billboard 200. Muzycy występowali w tym czasie podczas koncertów z zespołami Judas Priest, Mötley Crüe i Motörhead. Grupa zagrała również na głównej scenie podczas Ozzfest 2005.
W 2005 roku In Flames nagrał w Dug-Out studio swój ósmy album, Come Clarity. Również w tym samym roku zespół wydał płytę DVD Used and Abused: In Live We Trust – zestaw zawierający materiał filmowy nagrany podczas koncertów z 2004 roku. W tym czasie członkowie zespołu zdecydowali się na podpisanie dodatku do umowy prawnej umożliwiającego prostszą dystrybucję swoich płyt na terenie Ameryki Północnej.
W 2006 roku na zaproszenie gitarzysty i lidera kanadyjskiej grupy muzycznej Annihilator, Jeffa Watersa, Jesper Strömblad zagrał gościnnie na gitarze w utworze „Haunted” na albumie Metal (2007). Tego samego roku płyta Come Clarity została wydana na północnoamerykańskim rynku przez wydawnictwo Ferret Music oraz w innych miejscach na świecie poprzez label Nuclear Blast. Jeszcze tego samego roku In Flames koncertowała wraz z zespołem Sepultura, wzięła również udział w The Unholy Alliance tour, oprócz tego grała na głównej scenie podczas Download Festival. Album Come Clarity sprzedał się na całym świecie w nakładzie przekraczającym 400.000 sztuk. Otwierający album utwór „Take This Life” użyty został w grze Guitar Hero III, która sprzedała się w nakładzie ponad sześciu milionów egzemplarzy.
W 2008 roku grupa wydała dziewiąty album nagrany we własnym studiu IF Studio, które znajduje się w szwedzkim Göteborgu. 7 marca ukazał się singel „The Mirror's Truth” promujący najnowszy album A Sense of Purpose. W Europie trafił on do sprzedaży 4 kwietnia 2008 roku nakładem Nuclear Blast Records. Wyjątkiem była Skandynawia, gdzie płyta ukazała się nakładem Universal Music. Na rynku północnoamerykańskim dystrybuowana była przez Koch Records. Płyta powstała przy pomocy Roberto Laghiego oraz Daniela Bergstranda. Jesper Strömblad zastąpiony został podczas tras koncertowych przez Niclasa Engelina, powodem tej zamiany było to, że Strömblad „zrobił sobie przerwę” od gry w zespole.
In Flames w 2008 roku brał udział w Metaltown Festival, Metalcamp, Graspop Metal Meeting, Nova Rock Festival, Rock am Ring and Rock im Park, Gigantour oraz Download Festival.
Pod koniec sierpnia 2008 roku grupa nagrywała teledysk do piosenki „Alias”, która została kolejnym singlem promującym album A Sense of Purpose. 12 lutego 2010 roku na oficjalnej stronie zespołu ukazała się informacja, że Jesper Stromblad opuścił zespół. Nie podano następcy muzyka, ale pozostali członkowie zespołu zapewnili, że In Flames nadal będzie nagrywać płyty i koncertować.

### 2011
28 marca 2011 roku niemiecka wytwórnia płytowa Century Media Records ogłosiła podpisanie kontraktu płytowego z grupą In Flames. W ramach promocji nadchodzącego albumu 9 maja został wydany singel „Deliver Us”. Dziesięć dni później opublikowany został teledysk do nowej kompozycji zespołu. Reżyserią wideoklipu zajął się Patric Ullaeus. W czerwcu odbyła się premiera Sounds of a Playground Fading, dziesiątego albumu studyjnego zespołu. Płyta został nagrana w IF Studios. Produkcją zajęli się Roberto Laghi i Daniel Bergstrand. Album zajął 27. pozycję na liście Billboard 200, sprzedając się w liczbie 14 tysięcy kopii w ciągu pierwszego tygodnia w Stanach Zjednoczonych. 31 października ukazał się teledysk do utworu „Where the Dead Ships Dwell”. 16 listopada kompozycja została wydana jako singel w formie cyfrowej. W tym samym miesiącu album Sounds of a Playground Fading uzyskał status złotej płyty w Szwecji. Dystrybucją albumu na terenie państwa zajęła się wytwórnia Razzia Records. Na początku grudnia zespół koncertował w Wielkiej Brytanii w ramach trasy koncertowej Defenders of the Faith III zorganizowanej przez magazyn Metal Hammer.
12 stycznia 2012 grupa In Flames, wraz z zespołem Trivium, wyruszyła w trasę koncertową obejmującą Stany Zjednoczone oraz Kanadę. 21 lutego odbył się ostatni występ w jej ramach.

### 2013-2015
In Flames zaczęli nagrywać jedenasty album studyjny w sierpniu 2013 roku. W dniu 10 kwietnia 2014 r. strona In Flames zdawała się być zhackowana. Domniemany haker groził wyciekiem informacji. Zespół opublikował na Facebooku, twierdząc, że spotkali się z problemami odnośnie do strony internetowej, przeprosili za niedogodności i zapewnili, że żadne informacje nie zostały naruszone. Jednak w rzeczywistości nikt nie włamał się na stronę. Następnego dnia strona zespołu została zaktualizowana przez link do rzekomego wycieku. Krótki film ogłosił, że nowy album zatytułowany będzie Siren Charms. Płyta została wydana 9 września 2014 r., Za pośrednictwem nowej wytwórni Epic Records. Po premierze albumu rozpoczęli oni trasę koncertową World tour, która miała się odbyć w 2015 roku. W dniu 12 października 2014 roku zespół oficjalnie ogłosił na swojej stronie Facebook, że mają wydać nowe wydawnictwo Live Blu-ray / DVD i CD z nagranym koncertem w Göteborgu, która odbył się w listopadzie 2014 r. Wydawnictwo zostało oficjalnie wydane 23 września 2016 r. Zatytułowana „Sounds From The Heart Of Gothenburg”. 7 listopada 2015 roku długoletni perkusista Daniel Svensson ogłosił odejście z zespołu, aby skupić się na życiu rodzinnym.

## Melodic death metal

### Historia

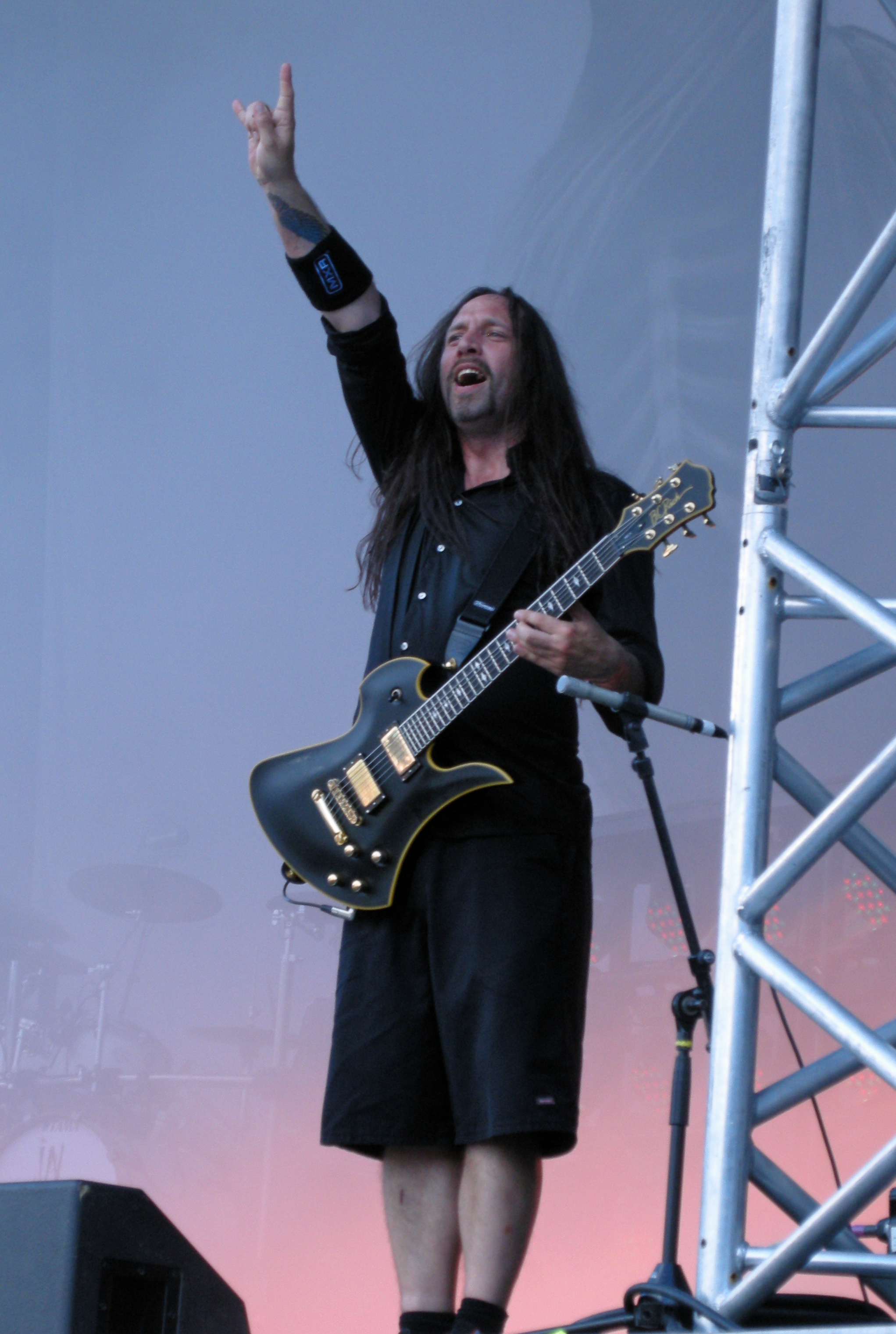
Niklas Engelin, 2011

Zespół In Flames wraz z Dark Tranquillity oraz At the Gates zapoczątkował w muzyce styl znany obecnie jako melodic death metal. Założyciele wszystkich trzech grup mieszkali w szwedzkiej miejscowości Göteborg, znali się bardzo dobrze oraz preferowali podobne gatunki muzyczne. W końcu jednak grupa przyjaciół rozeszła się, założone przez nich grupy (In Flames, Dark Tranquillity oraz At the Gates) grały jednak ten sam rodzaj muzyki.
Jesper Strömblad stworzył In Flames ponieważ chciał połączyć melodyczność utworów Iron Maiden z dosadnością death metalu, czyli stworzyć coś, czego według niego nie zrobiła do tej pory żadna kapela. Przy pisaniu utworów Jesper zdecydował się także na użycie instrumentów klawiszowych, co było niespotykane w ówczesnej muzyce melodic deathmetalowej. Już podczas nagrywania debiutanckiej płyty, Lunar Strain, grupa użyła klawiszy, pomimo tego do dzisiaj nie przyjęła na stałe żadnej osoby grającej na tym instrumencie.

### Styl wykonywanej muzyki
Muzyka wykonywana przez In Flames charakteryzuje się harmonicznymi melodiami gitary prowadzącej. We wczesnych nagraniach zespołu, jak na przykład The Jester Race, grupa wielokrotnie używa dwóch gitar prowadzących wspomaganych przez gitarę rytmiczną. Zespół ma jednak dwóch gitarzystów, co uniemożliwiało występowanie bez zmian personalnych w składzie grupy, nawet podczas nagrywania albumu Reroute to Remain nowy materiał rejestrowano, uwzględniając możliwość jego odegrania „na żywo”.
Strona wokalna In Flames charakteryzuje się growlem stosowanym na przemian z czystym śpiewem (w mniejszości). W nowszych produkcjach grupy, takich jak Come Clarity, Fridén znacznie częściej śpiewa melodycznie. Tematyka utworów zmieniła się z biegiem czasu; w pierwszych albumach grupy, takich jak The Jester Race czy Whoracle, tematyka tekstów skupiała się na astrologii czy też gatunku ludzkim. W utworach występujących na późniejszych nagraniach grupy jak np. Soundtrack to Your Escape czy Come Clarity teksty skupiają się na bardziej osobistych sprawach, myślach oraz innych mniej ogólnych tematach.

### Wpływ
In Flames, będąc pionierem w zapoczątkowanym przez siebie gatunku muzyki, miał duży wpływ na zespoły. Grupa wywarła wpływ na nowy nurt muzyczny nazwany metalcore, wiele zespołów reprezentujących ten gatunek takich jak Darkest Hour, As I Lay Dying czy Still Remains nazywa In Flames swoim autorytetem. Szwedzi wywarli również duży wpływ na inne zespoły wykonujące melodic death metal. Grupy takie jak Insomnium, Omnium Gatherum czy Blood Stain Child podają In Flames jako swój największy autorytet.

### The Halo Effect
W 2021 roku byli członkowie zespołu In Flames wraz z Mikaelem Stanne'em, wokalistą Dark Tranquillity, założyli nowy zespół The Halo Effect.

## Nagrody
Zespół otrzymał cztery nagrody Grammis (szwedzkie odpowiedniki Grammy Awards). W 2005 In Flames zdobył swoją pierwszą Grammis w kategorii Best Hard Rock/Metal Album za płytę Soundtrack to Your Escape. Rok później zdobył swoją drugą Grammis, tym razem w kategorii „Swedish Export Award”. In Flames to pierwszy zespół metalowy, który zdobył tę nagrodę, nawet pełniący w owym czasie obowiązki ministra gospodarki Thomas Östros stwierdził: „Thanks to In Flames, Sweden now have a metal band in the absolute world elite.” („Dzięki In Flames Szwedzi mają teraz zespół metalowy należący do światowej elity”). W 2007 In Flames ponownie zdobył nagrodę w kategorii Best Hard Rock/Metal Album, tym razem za płytę Come Clarity. Rok później grupa zdobyła nagrodę dla „Best international Band” (najlepszy zespół międzynarodowy) na Metalhammer Golden Gods. W roku 2009 In Flames zdobyło kolejne Grammis w kategorii „Best Hard Rock” za album A Sense of Purpose.

## Jester Head
Podczas nagrywania albumu The Jester Race, Anders Fridén wraz z człowiekiem o imieniu Nicholas postanowił stworzyć symbol / maskotkę dla zespołu. Stała się nią głowa błazna (Jester Head). Symbol ten po raz pierwszy użyty został na okładce płyty The Jester Race, widnieje także na każdym kolejnym albumie. Maskotka ta jest także często motywem wykorzystywanym w stylistyce przedmiotów sygnowanych nazwą In Flames.

## Muzycy

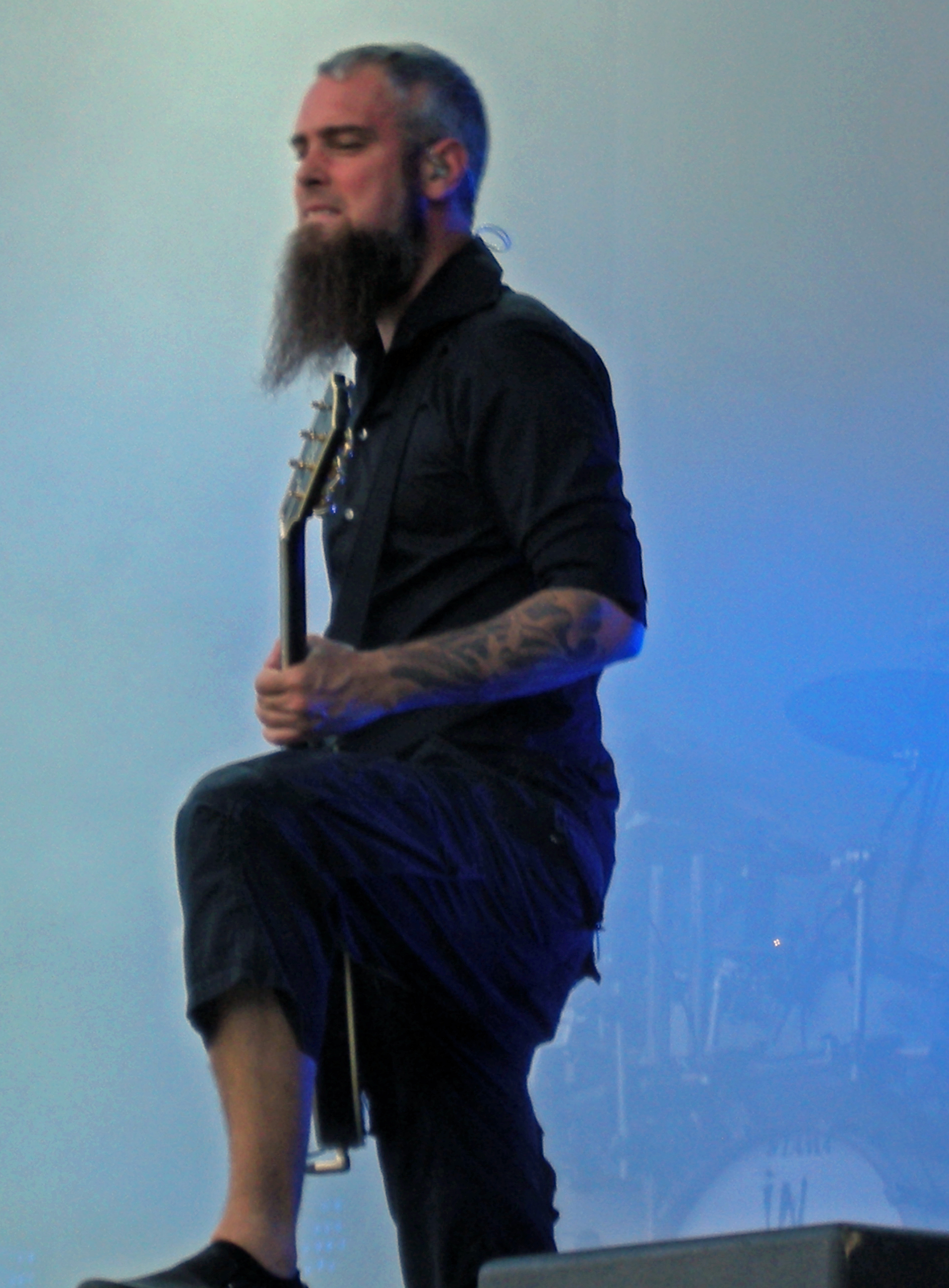
Björn Gelotte, 2011

| - Björn Gelotte – perkusja (1995–1998), gitara (od 1998) - Anders Fridén – wokal (od 1995) - Chris Broderick – gitara (od 2022) - Joe Rickard – perkusja (od 2016) - Johan Larsson – gitara basowa, śpiew (1990–1997) - Jesper Strömblad – perkusja (1990–1993), gitara (1990–2010), keyboard (1990–1997) - Anders Iwers – gitara (1990–1992) - Glenn Ljungström – gitara (1993–1997) - Daniel Svensson – perkusja (1998–2015) - Peter Iwers – gitara basowa (1997-2016) - Niclas Engelin – gitara (1997–1998, 2006–2007, 2009–2010, 2011–2022) |  | - Tobias Kellgren – perkusja (2005) - Jonas Ekdahl – perkusja (2011) - Carl Parnell – gitara basowa (2012) - Aaron „Bubble” Patrick – gitara basowa (2012) - Patrik Jensen – gitara (2013) - Mikael Stanne – śpiew (1993) - Carl Näslund – gitara (1993) - Anders Jivarp – perkusja (1994) - Daniel Erlandsson – perkusja (1994) - Henke Forss – śpiew (1994) - Fredrik Nordström – keyboard (1995) - Charlie Storm – keyboard (1998, 2000) - Örjan Örnkloo – keyboard (2002, 2003, 2005) |

## Dyskografia

### Albumy studyjne
| Rok                            | Tytuł                                                                                  | Pozycja na liście | Pozycja na liście | Pozycja na liście | Pozycja na liście | Pozycja na liście | Pozycja na liście | Pozycja na liście | Pozycja na liście | Pozycja na liście | Pozycja na liście | Pozycja na liście | Pozycja na liście | Pozycja na liście | Pozycja na liście | Certyfikat   |
| Rok                            | Tytuł                                                                                  | USA               | SWE               | DEU               | JPN               | FRA               | NOR               | HOL               | CHE               | AUT               | FIN               | BEL               | AUS               | DNK               | ESP               | Certyfikat   |
| ------------------------------ | -------------------------------------------------------------------------------------- | ----------------- | ----------------- | ----------------- | ----------------- | ----------------- | ----------------- | ----------------- | ----------------- | ----------------- | ----------------- | ----------------- | ----------------- | ----------------- | ----------------- | ------------ |
| 1993                           | Lunar Strain - Data: grudzień 1993 - Wydawca: Wrong Again Records                      | –                 | –                 | –                 | –                 | –                 | –                 | –                 | –                 | –                 | –                 | –                 | –                 | –                 | –                 |              |
| 1996                           | The Jester Race - Data: 20 lutego 1996 - Wydawca: Nuclear Blast                        | –                 | –                 | –                 | –                 | –                 | –                 | –                 | –                 | –                 | –                 | –                 | –                 | –                 | –                 |              |
| 1997                           | Whoracle - Data: 18 listopada 1997 - Wydawca: Nuclear Blast                            | –                 | –                 | 78                | –                 | –                 | –                 | –                 | –                 | –                 | 33                | –                 | –                 | –                 | –                 |              |
| 1999                           | Colony - Data: 22 czerwca 1999 - Wydawca: Nuclear Blast                                | –                 | 34                | 69                | –                 | –                 | –                 | –                 | –                 | –                 | 27                | –                 | –                 | –                 | –                 |              |
| 2000                           | Clayman - Data: 25 lipca 2000 - Wydawca: Nuclear Blast                                 | –                 | 17                | 43                | –                 | –                 | –                 | –                 | –                 | –                 | 20                | –                 | –                 | –                 | –                 |              |
| 2002                           | Reroute to Remain - Data: 3 września 2002 - Wydawca: Nuclear Blast                     | –                 | 5                 | 23                | 23                | 81                | –                 | –                 | –                 | 67                | 5                 | –                 | –                 | –                 | –                 |              |
| 2004                           | Soundtrack to Your Escape - Data: 29 marca 2004 - Wydawca: Nuclear Blast               | 145               | 3                 | 28                | 29                | 82                | 36                | –                 | –                 | 25                | 13                | –                 | –                 | –                 | –                 |              |
| 2006                           | Come Clarity - Data: 7 lutego 2006 - Wydawca: Nuclear Blast, Ferret Music              | 58                | 1                 | 6                 | 17                | 89                | 27                | –                 | 30                | 16                | 1                 | 78                | –                 | –                 | 88                |              |
| 2008                           | A Sense of Purpose - Data: 4 kwietnia 2008 - Wydawca: Nuclear Blast                    | 28                | 1                 | 6                 | 14                | 65                | 15                | 70                | 29                | 6                 | 3                 | 51                | –                 | 39                | 90                | - SWE: złoto |
| 2011                           | Sounds of a Playground Fading - Data: 20 czerwca 2011 - Wydawca: Century Media Records | 27                | 2                 | 1                 | 24                | 47                | 10                | –                 | 12                | 6                 | 4                 | 73                | 50                | 24                | 41                | - SWE: złoto |
| 2014                           | Siren Charms - Data: 9 września 2014 - Wydawca: Sony                                   | 26                | 1                 | 7                 | 23                | 87                | 6                 | –                 | 9                 | 7                 | 1                 | 62                | 33                | 28                | 60                |              |
| 2016                           | Battles - Data: 11 listopada 2016 - Wydawca: Eleven Seven Music                        | 60                | 2                 | 7                 | 46                | 101               | 13                | –                 | 13                | 8                 | 3                 | 45                | 28                | –                 | 83                |              |
| 2019                           | I, The Mask - Data: 1 marca 2019 - Wydawca: Seven Eleven Music                         |                   |                   |                   |                   |                   |                   |                   |                   |                   |                   |                   |                   |                   |                   |              |
| 2023                           | Foregone - Data: 10 lutego 2023 - Wydawca: Nuclear Blast                               |                   |                   |                   |                   |                   |                   |                   |                   |                   |                   |                   |                   |                   |                   |              |
| „–” pozycja nie była notowana. |                                                                                        |                   |                   |                   |                   |                   |                   |                   |                   |                   |                   |                   |                   |                   |                   |              |

### Albumy koncertowe
| 2001                           | The Tokyo Showdown - Data: 4 września 2001 - Wydawca: Nuclear Blast                   | 43 | –  | 88  | 31 | –  | –  |
| 2005                           | Used and Abused: In Live We Trust - Data: 18 czerwca 2005 - Wydawca: Nuclear Blast    | –  | 56 | 129 | –  | –  | –  |
| 2016                           | Sounds from the Heart of Gothenburg - Data: 23 września 2016 - Wydawca: Nuclear Blast | 44 | 17 | –   | –  | 83 | 34 |
| „–” pozycja nie była notowana. |                                                                                       |    |    |     |    |    |    |

### Albumy wideo
| 1996                           | Artifacts of the Black Rain - Data: 1996 - Wydawca: Nuclear Blast                        | – | – | –  | –   |
| 1997                           | Live & Plugged (split z EverEve i Darkseed) - Data: marzec 1997 - Wydawca: Nuclear Blast | – | – | –  | –   |
| 2005                           | Used and Abused: In Live We Trust - Data: 18 czerwca 2005 - Wydawca: Nuclear Blast       | 1 | 1 | 30 | –   |
| 2016                           | Sounds from the Heart of Gothenburg - Data: 23 września 2016 - Wydawca: Nuclear Blast    | 6 | 1 | –  | 285 |
| „–” pozycja nie była notowana. |                                                                                          |   |   |    |     |

### Single
| 2002                           | „Cloud Connected”    | –  | –  | –  | Reroute to Remain             |
| 2004                           | „The Quiet Place”    | 2  | 16 | –  | Soundtrack to Your Escape     |
| 2006                           | „Come Clarity”       | 52 | –  | –  | Come Clarity                  |
| 2008                           | „The Mirror's Truth” | 14 | 5  | 51 | A Sense of Purpose            |
| 2011                           | „Deliver Us”         | –  | –  | –  | Sounds of a Playground Fading |
| „–” pozycja nie była notowana. |                      |    |    |    |                               |

### Minialbumy
| Rok  | Tytuł                                                                   |
| ---- | ----------------------------------------------------------------------- |
| 1995 | Subterranean - Data: 1995 - Wydawca: Wrong Again Records                |
| 1997 | Black-Ash Inheritance - Data: 15 sierpnia 1997 - Wydawca: Nuclear Blast |
| 2003 | Trigger - Data: 10 czerwca 2003 - Wydawca: Nuclear Blast                |
| 2006 | Come Clarity EP - Data: 13 grudnia 2006 - Wydawca: Black Lodge Records  |

### Utwory grupy na kompilacjach

#### CD
| Tytuł                                 | Typ           | Data wydania | Utwór                                     | Wytwórnia                        |
| ------------------------------------- | ------------- | ------------ | ----------------------------------------- | -------------------------------- |
| Metal Militia Vol. 1'                 | tribute album | 1994         | "Eye of the Beholder”                     | Black Sun Records                |
| W.A.R. Compilation                    | kompilacja    | 1995         | „Everdying”                               | Wrong Again Records              |
| W.A.R. Compilation: Battle of Pride   | kompilacja    | 1995         | „Stand Ablaze” and „Dead Eternity (demo)” | Wrong Again Records              |
| Made in Tribute                       | tribute album | 1997         | „Murders in the Rue Morgue”               | Toys Factory                     |
| Beauty in Darkness                    | kompilacja    | 1997         | „Artifacts of the Black Rain”             | Nuclear Blast                    |
| 10 Years of Nuclear Blast             | kompilacja    | 1997         | „Food for the Gods”                       | Nuclear Blast                    |
| Death... is Just the Beginning Vol. 4 | kompilacja    | 1997         | „Episode 666”                             | Nuclear Blast                    |
| Statements of Intent                  | kompilacja    | 1998         | „Goliath’s Disarm their Davids”           | Earache Records                  |
| WAR Dance                             | kompilacja    | 1998         | „Biosphere”                               | WAR Music                        |
| Death... is Just the Beginning Vol. 5 | kompilacja    | 1999         | „Embody the Invisible”                    | Nuclear Blast                    |
| Power from the North                  | tribute album | 2000         | „World of Promises”                       | Phantom Music                    |
| A Metal Tribute to Metallica          | tribute album | 2000         | „Eye of the Beholder”                     | Cleopatra Records                |
| Monsters of the Millennium            | kompilacja    | 2001         | „Only for the Weak”                       | Roadrunner Arcade Music          |
| A Tribute to the Four Horsemen        | tribute album | 2003         | „Eye of the Beholder” (1994 version)      | Nuclear Blast                    |
| Freddy vs. Jason                      | soundtrack    | 2003         | „Trigger”                                 | Roadrunner Records               |
| Viva La Bands Vol. 2                  | kompilacja    | 2007         | „Abnegation (demo)”                       | Ferret Music Filthy Note Records |

## Teledyski
| Tytuł                           | Rok  | Reżyseria                      | Album                         | Źródło |
| ------------------------------- | ---- | ------------------------------ | ----------------------------- | ------ |
| „Artifacts of the Black Rain”   | 1995 | –                              | The Jester Race               | [ 76 ] |
| „Food for the Gods”             | 1997 | –                              | Whoracle                      | [ 76 ] |
| „Jotun”                         | 1997 | –                              | Whoracle                      | [ 76 ] |
| „Ordinary Story”                | 1999 | –                              | Colony                        | [ 76 ] |
| „Only for the Weak”             | 2000 | –                              | Clayman                       | [ 76 ] |
| „Pinball Map”                   | 2002 | –                              | Clayman                       | [ 76 ] |
| „Trigger”                       | 2002 | –                              | Reroute To Remain             | [ 76 ] |
| „Cloud Connected”               | 2002 | –                              | Reroute To Remain             | [ 76 ] |
| „System”                        | 2003 | –                              | Reroute To Remain             | [ 76 ] |
| „The Quiet Place”               | 2004 | Patric Ullaeus                 | Soundtrack To Your Escape     | [ 76 ] |
| „Touch of Red”                  | 2004 | –                              | Soundtrack To Your Escape     | [ 76 ] |
| „My Sweet Shadow”               | 2004 | Patric Ullaeus                 | Soundtrack To Your Escape     | [ 77 ] |
| „Like You Better Dead”          | 2004 | School of Future Entertainment | Soundtrack To Your Escape     | [ 76 ] |
| „Evil In A Closet”              | 2004 | –                              | Soundtrack To Your Escape     | [ 76 ] |
| „Borders and Shading”           | 2004 | Patric Ullaeus                 | Soundtrack To Your Escape     | [ 77 ] |
| „F(r)iend”                      | 2004 | Patric Ullaeus                 | Soundtrack To Your Escape     | [ 76 ] |
| „Take This Life”                | 2006 | Patric Ullaeus                 | Come Clarity                  | [ 76 ] |
| „Come Clarity”                  | 2006 | Lex Halaby                     | Come Clarity                  | [ 78 ] |
| „The Mirror’s Truth”            | 2008 | Joey Angerone                  | A Sense Of Purpose            | [ 76 ] |
| „Alias”                         | 2008 | Patric Ullaeus                 | A Sense Of Purpose            | [ 76 ] |
| „Delight and Angers”            | 2009 | Patric Ullaeus                 | A Sense Of Purpose            | [ 76 ] |
| „Deliver Us”                    | 2011 | Patric Ullaeus                 | Sounds Of A Playground Fading | [ 79 ] |
| „Where The Dead Ships Dwell”    | 2011 | Patric Ullaeus                 | Sounds Of A Playground Fading | [ 80 ] |
| „Sounds Of A Playground Fading” | 2013 | Patric Ullaeus                 | Sounds Of A Playground Fading | [ 81 ] |
| „Ropes”                         | 2013 | Erik Engstrand                 | Where The Dead Ships Dwell    | [ 76 ] |
| „Rusted Nail”                   | 2014 | Patric Ullaeus                 | Siren Charms                  | [ 82 ] |
| „Through Oblivion”              | 2014 | Patric Ullaeus                 | Siren Charms                  | [ 83 ] |

## Nagrody i wyróżnienia
| Rok  | Kategoria                                   | Tytułem                       | Nagroda                         | Nota      | Źródło |
| ---- | ------------------------------------------- | ----------------------------- | ------------------------------- | --------- | ------ |
| 2003 | Årets hårdrock/metall                       | Reroute to Remain             | Grammis                         | Nominacja | [ 84 ] |
| 2005 | Årets hårdrock/metall                       | Soundtrack to Your Escape     | Grammis                         | Laur      | [ 85 ] |
| 2006 | Best Live Band                              | In Flames                     | Metal Hammer Golden Gods Awards | Nominacja | [ 86 ] |
| 2006 | Dimebag Awards For Young Guitarist Shredder | In Flames                     | Metal Hammer Golden Gods Awards | Nominacja | [ 86 ] |
| 2007 | Best Live Band                              | In Flames                     | Metal Hammer Golden Gods Awards | Nominacja | [ 87 ] |
| 2007 | Årets hårdrock/metall                       | Come Clarity                  | Grammis                         | Laur      | [ 88 ] |
| 2008 | Best International Band                     | In Flames                     | Metal Hammer Golden Gods Awards | Laur      | [ 89 ] |
| 2009 | Årets hårdrock                              | A Sense of Purpose            | Grammis                         | Laur      | [ 90 ] |
| 2009 | Årets liveakt                               | In Flames                     | Grammis                         | Nominacja | [ 90 ] |
| 2012 | Årets hårdrock/metall                       | Sounds of a Playground Fading | Grammis                         | Nominacja | [ 91 ] |
| 2015 | Årets hårdrock/metall                       | Siren Charms                  | Grammis                         | Nominacja | [ 92 ] |